# Niemals allein
Niemals allein ist das Debütalbum der deutschen Popsängerin Sophia, das im März 2023 erschien.

## Entstehung und Veröffentlichung
Die Erstveröffentlichung von Niemals allein erfolgte am 24. März 2023 bei Vertigo Records. Das Album erschien in seiner Originalausführung als CD, Download und Streaming mit zwölf Titeln (Katalognummer: 0602455169686). Das Frontcover zeigt Sophia, die einen schwarzen Pullover trägt, stehend in einer geschlossenen Halle. In der Mitte ist der Künstlername und darunter der Albentitel zu sehen.
Geschrieben wurden die Lieder von der Interpretin selbst, zusammen mit verschiedenen Koautoren, darunter namhafte Musiker wie Philippe Heithier oder auch Elżbieta Steinmetz. Beim Schreibprozess der meisten Lieder wurde sie durch Giuseppe Lopez und Kevin Zaremba unterstützt. Letztere beiden zeichneten zudem auch für die Produktion verantwortlich. Während sie die ersten sieben Titel gemeinsam produzierten, war Zaremba für die restlichen Produktion alleine zuständig.

## Titelliste
| Nr. | Titel                      | Autor(en)                                                            | Produzent(en)             | Länge |
| --- | -------------------------- | -------------------------------------------------------------------- | ------------------------- | ----- |
| 1.  | Jemand wie ich             | Kevin Zaremba, Elżbieta Steinmetz, Thomas Porzig, Gigi Lopez, Sophia | Kevin Zaremba, Gigi Lopez | 2:03  |
| 2.  | Niemals allein             | Kevin Zaremba, Sophia Bau, Giuseppe Lopez                            | Kevin Zaremba, Gigi Lopez | 2:44  |
| 3.  | Rettungsmission            | Philippe Heithier, Kevin Zaremba, Gigi Lopez, Sophia                 | Kevin Zaremba, Gigi Lopez | 2:30  |
| 4.  | Wenn Kometen fallen        | Kevin Zaremba, Matthias Kurpiers, Gigi Lopez, Sophia                 | Kevin Zaremba, Gigi Lopez | 2:22  |
| 5.  | Schmetterling              | Kevin Zaremba, Fabian Wegerer, Gigi Lopez, Sophia, Sebastian Bähr    | Kevin Zaremba, Gigi Lopez | 2:23  |
| 6.  | Wenn du die Augen schließt | Kevin Zaremba, Gigi Lopez, Sophia                                    | Kevin Zaremba, Gigi Lopez | 2:52  |
| 7.  | Scheiss(e) drauf           | Kevin Zaremba, Gigi Lopez, Sophia                                    | Kevin Zaremba, Gigi Lopez | 2:47  |
| 8.  | Herz mit dem Pfeil         | Kevin Zaremba, Fabian Wegerer, Gigi Lopez, Sophia                    | Kevin Zaremba             | 2:39  |
| 9.  | Scheinwerfer an            | Kevin Zaremba, Fabian Wegerer, Gigi Lopez, Sophia                    | Kevin Zaremba             | 2:41  |
| 10. | Zuhause                    | Kevin Zaremba, Fabian Wegerer, Gigi Lopez, Sophia                    | Kevin Zaremba             | 2:12  |
| 11. | Sekunde                    | Kevin Zaremba, Fabian Wegerer, Gigi Lopez, Sophia                    | Kevin Zaremba             | 2:20  |
| 12. | Meine Welt (Demo 2015)     |                                                                      |                           | 2:34  |

## Rezensionen
Dominik Lippe, Musikkritiker von laut.de, schrieb zusammenfassend zu den Titeln des Albums: „[…] Sophia richtet sich penetrant an die unzähligen mehr oder weniger gleichförmigen Menschen, die sich im Irrglauben ihrer Einzigartigkeit eingerichtet haben.“

## Chartplatzierungen
| ChartsChartplatzierungen | Höchstplatzierung | Wochen |
| ------------------------ | ----------------- | ------ |
| Deutschland (GfK)        | 19 (1 Wo.)        | 1      |